# Gérard Willemot

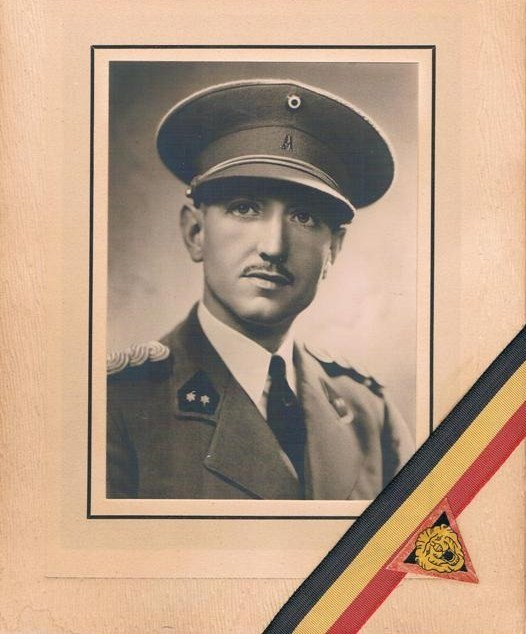
Gérard Willemot in uniform van luitenant 1938

Gérard Guillaume Edouard Marie Willemot (Gent, 15 mei 1901 – Dora (Nazi-Duitsland), 19 februari 1945) was een Belgisch verzetsstrijder tijdens de Tweede Wereldoorlog die omkwam als politieke gevangene.

## Loopbaan
Reeds tijdens de oorlog van 1914-1918 had hij problemen met de Duitse bezetter. Hij was pas 15 toen hij op 7 januari 1917 samen met een schoolkameraad van het Sint-Barbaracollege betrapt werd op het stelen van militaire uitrusting in de Duitse Kommandantur in Onderbergen te Gent. Hij wist te ontsnappen maar raakte gewond. Toen de Tweede Wereldoorlog uitbrak maakte hij de 18-daagse Veldtocht mee als luitenant in het 2e linieregiment.
Na de capitulatie wist hij aan het krijgsgevangenschap in Duitsland te ontsnappen door gewoonweg naar huis terug te keren.
Op 1 december 1940 sloot hij zich aan bij een van de eerste verzetsorganisaties: de groep rond ingenieur Albert Tollenaere, Louis Cloquet en advocaat Antoine van Hoorebeke, die zich later aansloot bij het Belgisch Legioen (daarna opgegaan in het Geheim Leger).
Gérard werd officier bij de Staf van het Geheim Leger, zone III. Zelf heeft hij tientallen andere leden aangeworven.
In april 1942 werd hij door de grootoorlogsinvalide Constant Hubin uit Luchteren-Drongen gerekruteerd om lid te worden van de inlichtingen- en actiedienst Luc-Marc groep VN / RY te Drongen en omgeving. Hij had contacten met de netwerken Zéro en Clarence; Gérard leverde valse identiteitskaarten af en verdeelde de sluikpers: La Libre Belgique, Vrij, La Voix des Belges en Engelse vlugschriften. Zijn beroep van verzekeraar gaf hem de gelegenheid om Vlaanderen per fiets te doorkruisen en militaire inlichtingen in te winnen.
Op 10 december 1943 werd hij thuis in Mariakerke gearresteerd door de Geheime Feldpolizei, drie dagen na de arrestatie van Georges Van Hecke, lid van hetzelfde netwerk. Hij werd opgesloten in de gevangenissen van Gent en Sint-Gillis en op 2 mei 1944 naar Duitsland gedeporteerd waar hij in de gevangenis, het Zuchthaus, van Gross Strehlitz-werd opgesloten tot 30 oktober 1944, datum van zijn deportatie naar het concentratiekamp van Gross-Rosen, samen met een deel van de staf van het Geheim Leger. Met de opmars van het Rode Leger werd het kamp, in volle winter, met een dodenmars geëvacueerd naar Dora-Mittelbau, waar hij op 11 februari 1945 het kampnummer 110.727 toegekend kreeg en op 19 februari 1945 stierf.
Op 4 mei 1947 werd de straat te Mariakerke waar hij woonde, de Trekweg, door het gemeentebestuur van Mariakerke herdoopt in “Luitenant Gérard Willemotlaan” en plechtig ingehuldigd.

## Onderscheidingen
- Ridder in de Leopoldsorde met palm
- Oorlogskruis 1940 met palm
- Medaille van de Weerstand
- Kruis van de Politieke Gevangene 1940-1945 met 3 sterren
- Herinneringsmedaille van de oorlog 1940-1945 met 2 gekruiste sabels
- Erkenningsmedaille van de Unie der Verbroederingen van het Geheim Leger

## Historische prijs "Stichting Gérard Willemot"
Sinds 2012 reikt de "Gerard Willemot Stichting" om de drie jaar, op voorstel van de Stichting Geheim Leger, een prijs uit aan een of meerdere auteurs van een publicatie, in het Frans of Nederlands, die betrekking heeft op mensen, feiten of gebeurtenissen, die een rol gespeeld hebben in het verzet, de clandestiene pers, de inlichtingen- en actiediensten (SRA) tijdens de oorlog 1940-1945.
Op 26 oktober 2012 werd de eerste prijs "Stichting Gérard Willemot" uitgereikt aan het boek "van Genk tot Mauthausen".
In 2015 werd de prijs uitgereikt aan het boek "De nazirazzia van 25 mei 1943".
In 2018 werd de prijs uitgereikt aan het boek "L'abbé Paul Désirant - résistant inébranlable" geschreven door Maurice Petit.

## Gedenkstenen

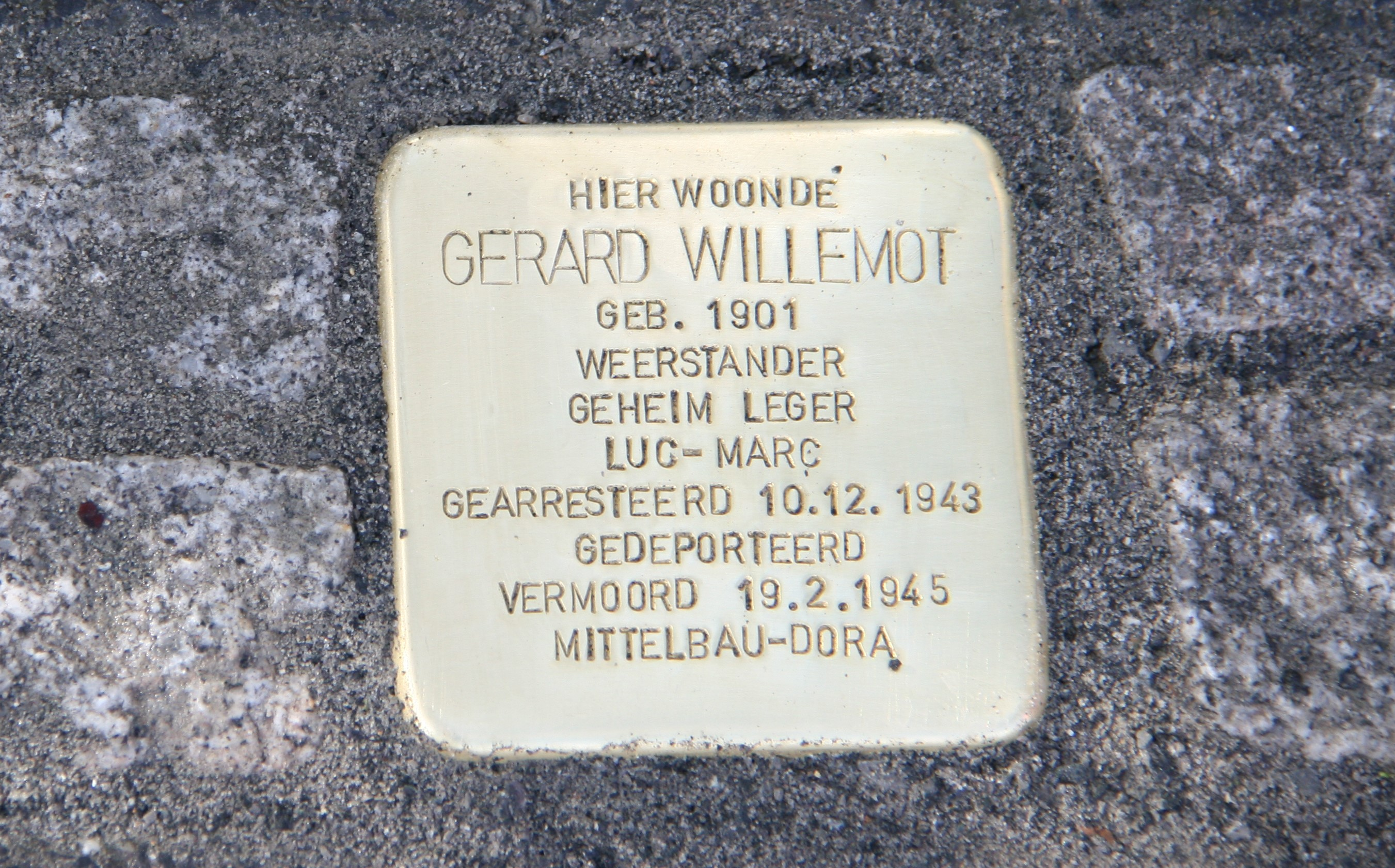

Op 7 maart 2019 werd door de Nationale Confederatie Politieke Gevangenen en rechthebbenden gewest Gent-Eeklo een herinneringssteen geplaatst ter nagedachtenis van Gérard Willemot voor het landhuis waar hij woonde en waar hij op 10 december 1943 werd gearresteerd. Dezelfde dag werden gedenkstenen geplaatst ter nagedachtenis van Michel Cloquet (Gent, Kortrijksesteenweg 890), Frans en Lucien Van Speybroeck (Zwijnaarde, Dorpsstraat 34), Carlos en Charles Goubau (Drongen, Goubaulaan 3), en de twee andere weerstanders van Mariakerke: advocaat André De Bruyne (Mariakerke, André De Bruynestraat 5) en schepen Henri Story (Mariakerke, Henri Storystraat 2).

## Afstamming
Gérard liet een weduwe na die eveneens gewapende weerstander Geheim Leger was, Germaine Fobe, en drie kinderen: Denise, 18 jaar, Jacques, 16 jaar, en Martine, 11 jaar. Zoon Jacques Willemot (1928-2011), rhinologist en geschiedkundige van de geneeskunde, huwde Jacqueline Bataille en liet drie kinderen na: Karine (1956), Frédérique (1958), en Olivier-Gérard (1957) die het huis bewoont waar Gérard Willemot werd aangehouden.